# Isla Grande de Choele Choel

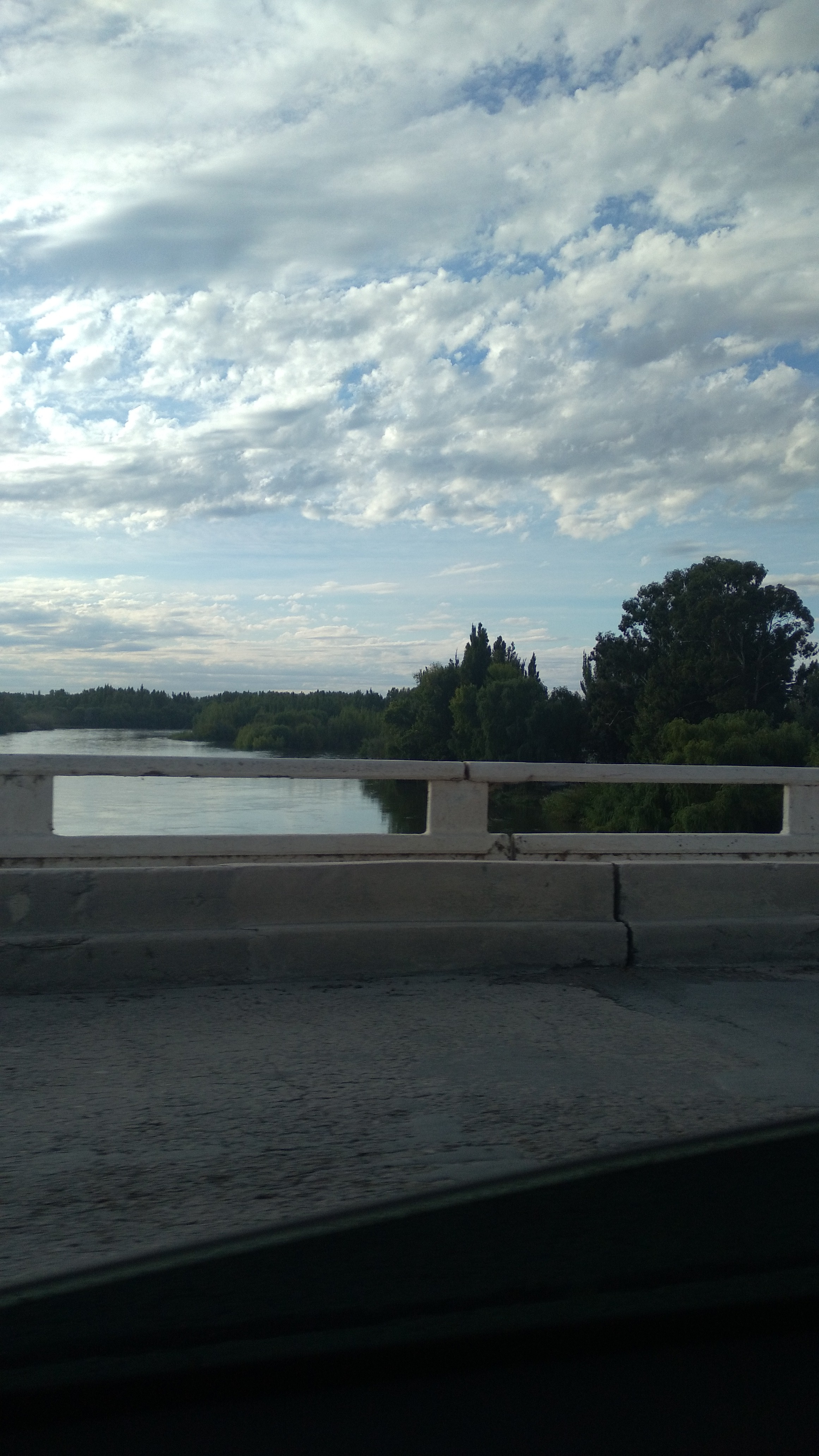
El puente carretero es fundamental para la comunicación entre la Isla Grande y la ciudad de Choele Choel.

La isla Grande de Choele Choel es una isla fluvial que está situada en el departamento Avellaneda de la provincia de Río Negro de la República Argentina, dentro de lo que se conoce como el valle medio del río Negro.

## Historia

### Fortaleza de Villarino
El conquistador español Basilio Villarino había iniciado una exploración vía fluvial desde el fuerte de Carmen de Patagones el 28 de septiembre de 1782, con las chalupas San Juan, San José, San Francisco de Asís y Champán con las cuales recorrería los ríos Negro, pasando por la isla de Choele Choel, y el Limay hasta el «País de las Manzanas» —territorio triangular limitado por este último, el río Neuquén y la cordillera de los Andes— cuando en su regreso, el 11 de noviembre de 1782, se topara nuevamente con la isla, comenzaría la construcción de un fortín en el sur de la misma, el cual lo llamaría «Fortaleza de Villarino» que constaba de ranchos y un corral, rodeado de una estacada de palo a pique, con foso de agua.
En el fortín tendría contacto con caciques de las etnias aucas, huiliche y pehuenche. Estos mismos aborígenes necesitaban estos parajes para que pastara el ganado que arriaban desde Buenos Aires y poder pasarlos al otro lado de los Andes, no viendo con buenos ojos que una población cristiana se asentara en forma definitiva, por lo cual comenzarían a mostrarse molestos con los españoles, sumado a que las subidas del río que inhundaran el fortín, había obligado a trasladarlo a otro lugar, provocando que decidieran abandonar su establecimiento el 24 de mayo de 1783.

### Refugio de Choele Choel
Los hermanos Pincheira quienes fueran unos cuatreros realistas chilenos oriundos del pueblo de Parral, dominaban —junto a sus aliados pehuenches y borogas desde 1822— las regiones del Malalhue, las pampas y el Comahue en donde además de establecimientos en el valle de Varvarco, poseían a partir de 1827 un establecimiento en esta isla llamado «Refugio de Choele Choel» que por su extensión, muy buenos pastizales y liderado por el cacique pincheirino mapuche-tehuelche Chocorí, era un excelente lugar de pastoreo para las haciendas robadas en las estancias bonaerenses.
Para derrotarlos, el gobierno de Chile formaría una división del ejército con unos mil soldados comandados por el general Manuel Bulnes. Al amanecer del 10 de enero de 1832 dicha división saldría de Chillán hacia el valle del alto Ñuble, por la orilla derecha, divisando el día 13 del corriente, enfrente de la desembocadura del arroyo Chureo, el establecimiento pincheirista «Roble Huacho», al cual atacarían por sorpresa, apresando y fusilando a Pablo Pincheira y a sus subordinados Julián Hermosilla, Loayza y Fuentes. Cuando esta división cruzara la cordillera por el paso Boquete de Alico, se toparían con un fortín pincheirista que custodiaba la angostura entre dos lagunas, formado por un sargento y 8 soldados, a unos pocos kilómetros del «Establecimiento de Epulafquen», y como dos de ellos lograron escapar, el brigadier Bulnes decidiría atacar el 14 de enero, iniciando la Batalla de las lagunas de Epulafquen en donde los últimos realistas serían definitivamente vencidos. Con estos acontecimientos, el cacique Chocorí pasaría a ser el único líder de la isla.

### Fuerte Encarnación
Durante la campaña de Rosas al Desierto desde la columna del este que llegaría al norte de la bahía Blanca a través de la ruta de la sal, seguirían hacia el sur para entrar bordeando las fuerzas principales por los ríos Colorado y Negro, enviándose dos destacamentos que pasarían al actual territorio pampeano, para evitar que fueran amenazadas por retaguardia, y llegarían a la isla de Choele Choel en la búsqueda del cacique Chocorí que consideraban un bandolero pero como habría huido hacia el «País de las Manzanas», erigirían un fortín que le darían el nombre de «Fuerte Encarnación».
El 28 de enero de 1834 comenzaría el regreso de la exitosa columna del este del entonces coronel Ángel Pacheco, logrando ocupar militarmente las llanuras y el Comahue, y batiendo a los aborígenes rebeldes, por lo que los bonaerense tendrían que dejar guarniciones en los fortines, inclusive en este y en el «Fortín Colorado» del río homónimo, firmándose de esta manera nuevos tratados de paz con caciques que se convertirían en verdaderos aliados de la provincia de Buenos Aires.
En marzo del mismo año, se concluiría la expedición por orden del entonces gobernador bonaerense Martín Rodríguez, y en 1835, durante el segundo gobierno de Juan Manuel de Rosas, se retirarían los fortines del río Negro, incluyendo el de la isla Choele Choel, ya que se haría la paz con los caciques borogas Rondeau, Melín, Cañiuquir y Cañuillán pero luego de la masacre de Masallé cerca de la laguna Epecuén del 9 de septiembre, en donde serían asesinados los caciques Rondeau, Melín, Alun y Callvuquirque por orden del nguluche Calfucurá, traería como consecuencia el malón del cacique boroano Railef con dos mil guerreros, en la primavera de 1836, que viajaría desde la Araucanía especialmente para vengar a su etnia, ensañándose también con los establecimientos de la provincia de Buenos Aires.
Estos acontecimientos provocarían a partir de 1840 que se pactara una alianza con Calfucurá, a modo de protectorado rosista, quien pasaría a dominar el extenso territorio pampeano y del Comahue en donde estaba incluida la isla de Choele Choel, en una gran confederación de tribus mapuches, ranqueles y tehuelches septentrionales araucanizados, con base principal en las Salinas Grandes.

## Localidades
En ellas se encuentran las poblaciones de Pomona, Luis Beltrán y Lamarque. La localidad homónima no se encuentra en la isla, sino enfrente, sobre la margen izquierda del río Negro, la cual —como cabecera del departamento Avellaneda— es la más poblada de la zona.